# أسامة العمدوني
أسامة العمدوني (بالإنجليزية: Oussema Amdouni)‏ (مواليد 16 سبتمبر 1991 في تونس لاعب كرة قدم تونسي يجيد اللعب في خط الوسط يلعب حالياً في مستقبل المرسى.

## روابط خارجية
- أسامة العمدوني على موقع قاعدة بيانات كرة القدم.إي يو (الإنجليزية)
- أسامة العمدوني على موقع Soccerway.com (الإنجليزية)
- أسامة العمدوني على موقع كووورة
- أسامة العمدوني